# Ząbkowice Śląskie
Ząbkowice Śląskie este un oraș în Polonia.
Orașul a fost înființat de Henry al IV-lea Probus sub numele de Frankenstein, în secolul al XIII-lea, ca urmare a invaziei mongole. Acesta a fost fondat pe un teren care a a aparținut episcopiei de Procan.

## Personalități
- David Pareus (1548–1622)
- Karl von Strotha (1786–1870)
- Fritz Erler (1868-1940)
- Wilhelm Kroll (1869–1939)
- Günther Specht (1914–1945)
- Horst Hannig (1921–1943)